# 1994年のNFLドラフト
1994年のNFLドラフトは、59回目のNFLドラフト。1994年4月24日から25日までの2日間ニューヨークのタイムズスクエアにあるマリオット・マーキスで開催された。このドラフトから7巡までの指名となった
。
ドラフト指名順は、完全ウェーバー制で行われた。NFLワーストに終わったシンシナティ・ベンガルズが全体1位指名権でオハイオ州立大学のダン・ウィルキンソンを指名した。ベンガルズは1994年シーズンもNFLワーストに終わり、翌年のドラフトでも全体1位でキジャナ・カーターを指名した。
ドラフト全体2位と7位指名権をインディアナポリス・コルツは持っていた。コルツはドラフト前にジェフ・ジョージをトレードで放出、ジャック・トルドーを解雇してジム・ハーボーを獲得、ドラフト時点ではロースターのQBはハーボーだけであった。ESPNのアナリスト、メル・キッパーは1巡でヒース・シューラーかトレント・ディルファーを獲得するべきだと主張した。コルツは全体2位指名権でマーシャル・フォークを指名、全体3位でシューラーがレッドスキンズに指名された。その後、コルツはトレードアップで全体5位指名権を獲得したためトレント・ディルファーの指名が期待されたがコルツのゼネラルマネージャーのビル・トービンはLBトレブ・アルバーツを指名したため、キッパーはトービンを強く批判した。コルツはこの年AFCチャンピオンシップゲームまで進出したが、1997年には3勝13敗に終わりトービンGMとリンディ・インファントヘッドコーチは解任された。1998年のドラフトで全体1位指名権を獲得し、ペイトン・マニングを獲得した。
ドラフト全体3位でワシントン・レッドスキンズはヒース・シューラーを指名した。レッドスキンズは1991年にチームは14勝2敗で第26回スーパーボウルを制したがエースQBのマーク・リッピンは1992年に9勝7敗、1993年に3勝7敗と成績が下降し、シーズン途中にリッチ・ギャノンが先発QBとなっていた。1993年シーズン途中にジョン・フリーツに代わってシューラーは先発QBに昇格したがその年1勝7敗に終わりシーズン終盤には7巡指名されたガス・ファーロットに先発QBの座を奪われ第3QBとなった。シューラーはプロ通算8勝14敗に終わっている。なおシューラーはハイズマン賞の選考でNBA入りを目指したチャーリー・ウォードに次ぐ2位の票を獲得していた。
2巡で指名されたバッキー・ブルックスはNFLネットワークやNFL.comでアナリストを務めた。
7巡でアトランタ・ファルコンズに指名されたジャマール・アンダーソンは1998年にNFCトップの1,846ヤードを走りチームを第33回スーパーボウルに導いた。
ドラフト外でNFL入りしたカート・ワーナーは試合出場することなく、解雇されその後アリーナフットボールやNFLヨーロッパでもプレーした。一時はドラッグストアの店員としても働いていたが1998年にセントルイス・ラムズの控えQBとなり、翌年エースQBトレント・グリーンがプレシーズンにシーズン絶望となったことからチャンスをつかみ第34回スーパーボウルで優勝、MVPに選ばれた。

## 指名選手
指名順位の数字の後の¤はエクスパンションチームに与えられる追加の指名権、*は、FAで失った選手に対して自動的に計算し与えられる補償ドラフトを示す。

### 1巡指名選手
| 指名順位 | チーム                             | 選手名                   | ポジション | 出身大学                 |
| 1        | シンシナティ・ベンガルズ           | ダン・ウィルキンソン     | DT         | オハイオ州立大学         |
| 2        | インディアナポリス・コルツ         | マーシャル・フォーク     | RB         | サンディエゴ州立大学     |
| 3        | ワシントン・レッドスキンズ         | ヒース・シューラー       | QB         | テネシー大学             |
| 4        | ニューイングランド・ペイトリオッツ | ウィリー・マクギネスト   | LB         | USC                      |
| 5        | インディアナポリス・コルツ         | トレブ・アルバーツ       | LB         | ネブラスカ大学           |
| 6        | タンパベイ・バッカニアーズ         | トレント・ディルファー   | QB         | フレズノ州立大学         |
| 7        | サンフランシスコ・49ers            | ブライアント・ヤング     | DT         | ノートルダム大学         |
| 8        | シアトル・シーホークス             | サム・アダムス           | DT         | テキサスA&M大学          |
| 9        | クリーブランド・ブラウンズ         | アントニオ・ランガム     | CB         | アラバマ大学             |
| 10       | アリゾナ・カージナルス             | ジャミール・ミラー       | LB         | UCLA                     |
| 11       | シカゴ・ベアーズ                   | ジョン・ティエリー       | DE         | アルコーン州立大学       |
| 12       | ニューヨーク・ジェッツ             | アーロン・グレン         | CB         | テキサスA&M大学          |
| 13       | ニューオーリンズ・セインツ         | ジョー・ジョンソン       | DE         | ルイビル大学             |
| 14       | フィラデルフィア・イーグルス       | バーナード・ウィリアムズ | T          | ジョージア大学           |
| 15       | ロサンゼルス・ラムズ               | ウェイン・ガンディ       | T          | オーバーン大学           |
| 16       | グリーンベイ・パッカーズ           | アーロン・テイラー       | OG         | ノートルダム大学         |
| 17       | ピッツバーグ・スティーラーズ       | チャールズ・ジョンソン   | WR         | コロラド大学             |
| 18       | ミネソタ・バイキングス             | デウェイン・ワシントン   | CB         | ノースカロライナ州立大学 |
| 19       | ミネソタ・バイキングス             | トッド・ステューシー     | T          | カリフォルニア大学       |
| 20       | マイアミ・ドルフィンズ             | ティム・ボーエンス       | DT         | ミシシッピ大学           |
| 21       | デトロイト・ライオンズ             | ジョニー・モートン       | WR         | USC                      |
| 22       | ロサンゼルス・レイダース           | ロブ・フレドリクソン     | LB         | ミシガン州立大学         |
| 23       | ダラス・カウボーイズ               | シャンテ・カーバー       | DE         | アリゾナ州立大学         |
| 24       | ニューヨーク・ジャイアンツ         | トーマス・ルイス         | WR         | インディアナ大学         |
| 25       | カンザスシティ・チーフス           | グレッグ・ヒル           | RB         | テキサスA&M大学          |
| 26       | ヒューストン・オイラーズ           | ヘンリー・フォード       | DE         | アーカンソー大学         |
| 27       | バッファロー・ビルズ               | ジェフ・バリス           | CB         | ノートルダム大学         |
| 28       | サンフランシスコ・49ers            | ウィリアム・フロイド     | FB         | フロリダ州立大学         |
| 29*      | クリーブランド・ブラウンズ         | デリック・アレキサンダー | WR         | ミシガン大学             |

### 2巡指名選手
| 指名順位 | チーム                             | 選手名                     | ポジション | 出身大学                     |
| 30       | シンシナティ・ベンガルズ           | ダーネイ・スコット         | WR         | サンディエゴ州立大学         |
| 31       | ワシントン・レッドスキンズ         | トレ・ジョンソン           | T          | テンプル大学                 |
| 32       | インディアナポリス・コルツ         | エリック・ハムラム         | OG         | カリフォルニア大学           |
| 33       | ロサンゼルス・ラムズ               | アイザック・ブルース       | WR         | メンフィス大学               |
| 34       | タンパベイ・バッカニアーズ         | エリック・レット           | RB         | フロリダ大学                 |
| 35       | ニューイングランド・ペイトリオッツ | ケビン・リー               | WR         | アラバマ大学                 |
| 36       | シアトル・シーホークス             | ケビン・マワイ             | C          | LSU                          |
| 37       | フィラデルフィア・イーグルス       | ブルース・ウォーカー       | DT         | UCLA                         |
| 38       | アリゾナ・カージナルス             | チャック・リービー         | RB         | アリゾナ大学                 |
| 39       | シカゴ・ベアーズ                   | マーカス・スピアーズ       | OT         | ノースウェスタン州立大学     |
| 40       | ミネソタ・バイキングス             | デビッド・パーマー         | WR         | アラバマ大学                 |
| 41       | ニューヨーク・ジェッツ             | ライアン・ヤーボロー       | WR         | ワイオミング大学             |
| 42       | フィラデルフィア・イーグルス       | チャーリー・ガーナー       | RB         | テネシー大学                 |
| 43       | サンディエゴ・チャージャーズ       | アイザック・デービス       | OG         | アーカンソー大学             |
| 44       | ニューオーリンズ・セインツ         | マリオ・ベイツ             | RB         | アリゾナ州立大学             |
| 45*      | アトランタ・ファルコンズ           | べーと・エマニュエル       | WR         | ライス大学                   |
| 46*      | ダラス・カウボーイズ               | ラリー・アレン             | OG         | ソノマ州立大学               |
| 47*      | ニューヨーク・ジャイアンツ         | トーマス・ランドルフ       | CB         | カンザス州立大学             |
| 48*      | バッファロー・ビルズ               | バッキー・ブルックス       | CB         | ノースカロライナ大学         |
| 49*      | ロサンゼルス・ラムズ               | トビー・ライト             | S          | ネブラスカ大学               |
| 50       | ピッツバーグ・スティーラーズ       | ブレントソン・バックナー   | DE         | クレムソン大学               |
| 51       | デンバー・ブロンコス               | アレン・オルドリッジ       | LB         | ヒューストン大学             |
| 52       | ロサンゼルス・レイダース           | ジェームズ・フォルストン   | LB         | ノースイーストルイジアナ大学 |
| 53       | サンフランシスコ・49ers            | ケビン・ミッチェル         | LB         | シラキュース大学             |
| 54       | マイアミ・ドルフィンズ             | オーブリー・ビーバース     | LB         | オクラホマ大学               |
| 55       | ミネソタ・バイキングス             | フェルナンド・スミス       | DE         | ジャクソン州立大学           |
| 56       | ロサンゼルス・ラムズ               | ブラッド・オーティス       | DE         | ウェイン州立大学             |
| 57       | デトロイト・ライオンズ             | バン・マローン             | CB         | テキサス大学                 |
| 58       | カンザスシティ・チーフス           | ドネル・ベネット           | FB         | マイアミ大学                 |
| 59       | ニューヨーク・ジャイアンツ         | ジェイソン・シホーン       | CB         | USC                          |
| 60       | ヒューストン・オイラーズ           | ジェレミー・ナンリー       | DE         | アラバマ大学                 |
| 61       | バッファロー・ビルズ               | ロニー・ジョンソン         | TE         | フロリダ州立大学             |
| 62       | サンフランシスコ・49ers            | タイロン・ドレイクフォード | FS         | バージニア工科大学           |
| 63*      | サンディエゴ・チャージャーズ       | ヴォーン・パーカー         | OG         | UCLA                         |
| 64*      | バッファロー・ビルズ               | サム・ロジャース           | LB         | コロラド大学                 |
| 65*      | マイアミ・ドルフィンズ             | ティム・ルディ             | OG         | ノートルダム大学             |

### 3巡指名選手
| 指名順位 | チーム                             | 選手名                   | ポジション | 出身大学                      |
| 66       | シンシナティ・ベンガルズ           | ジェフ・コクラン         | FB         | オハイオ州立大学              |
| 67       | インディアナポリス・コルツ         | ジェイソン・マシューズ   | T          | テキサスA&M大学               |
| 68       | ワシントン・レッドスキンズ         | タイダス・ウィナンズ     | WR         | フレズノ州立大学              |
| 69       | タンパベイ・バッカニアーズ         | ハロルド・ビショップ     | TE         | LSU                           |
| 70       | サンディエゴ・チャージャーズ       | アンドレ・コールマン     | WR         | カンザス州立大学              |
| 71       | ロサンゼルス・ラムズ               | キース・ライル           | S          | バージニア大学                |
| 72       | アトランタ・ファルコンズ           | アンソニー・フィリップス | CB         | テキサスA&M大学キングスビル校 |
| 73       | シアトル・シーホークス             | ラマー・スミス           | RB         | ヒューストン大学              |
| 74       | シカゴ・ベアーズ                   | ジム・フラニガン         | DT         | ノートルダム大学              |
| 75       | クリーブランド・ブラウンズ         | ロメオ・バンディソン     | DT         | オレゴン大学                  |
| 76       | アリゾナ・カージナルス             | リッチ・ブラハム         | OG         | ウェストバージニア大学        |
| 77       | フィラデルフィア・イーグルス       | ジョー・パノス           | OG         | ウィスコンシン大学            |
| 78       | ニューイングランド・ペイトリオッツ | アービン・コリアー       | DT         | フロリダA&M大学               |
| 79       | ニューオーリンズ・セインツ         | ウィンフレッド・タブス   | LB         | テキサス大学                  |
| 80       | ロサンゼルス・レイダース           | カルビン・ジョーンズ     | RB         | ネブラスカ大学                |
| 81*      | バッファロー・ビルズ               | マーロ・ペリー           | LB         | ジャクソン州立大学            |
| 82*      | サンディエゴ・チャージャーズ       | ウィリー・クラーク       | CB         | ノートルダム大学              |
| 83*      | ロサンゼルス・ラムズ               | ジェームズ・ボスティック | RB         | オーバーン大学                |
| 84*      | グリーンベイ・パッカーズ           | レション・ジョンソン     | RB         | 北イリノイ大学                |
| 85*      | サンフランシスコ・49ers            | ダグ・ブライエン         | K          | カリフォルニア大学            |
| 86*      | シンシナティ・ベンガルズ           | スティーブ・シャイン     | LB         | ノースウェスタン大学          |
| 87       | サンフランシスコ・49ers            | コーリー・フレミング     | WR         | テネシー大学                  |
| 88       | ピッツバーグ・スティーラーズ       | ジェイソン・ギルドン     | LB         | オクラホマ州立大学            |
| 89       | アリゾナ・カージナルス             | エリック・イングランド   | DE         | テキサスA&M大学               |
| 90       | ニューイングランド・ペイトリオッツ | ジョー・バーチ           | C          | テキサスサザン大学            |
| 91       | ピッツバーグ・スティーラーズ       | バム・モリス             | RB         | テキサス工科大学              |
| 92       | カンザスシティ・チーフス           | レイク・ドーソン         | WR         | ノートルダム大学              |
| 93       | デトロイト・ライオンズ             | シェーン・ボンハム       | DT         | テネシー大学                  |
| 94       | ニューヨーク・ジェッツ             | ルー・ベンファティ       | DT         | ペンシルベニア州立大学        |
| 95       | ニューヨーク・ジャイアンツ         | ゲイリー・ダウンズ       | RB         | ノースカロライナ州立大学      |
| 96       | カンザスシティ・チーフス           | クリス・ペン             | WR         | タルサ大学                    |
| 97       | ワシントン・レッドスキンズ         | ジョー・パットン         | OG         | アラバマ州立大学              |
| 98       | バッファロー・ビルズ               | コーリー・ラウチー       | OT         | サウスカロライナ大学          |
| 99       | アトランタ・ファルコンズ           | アライ・カラニウバル     | OG         | オレゴン州立大学              |
| 100*     | ロサンゼルス・ラムズ               | アーネスト・ジョーンズ   | LB         | オレゴン大学                  |
| 101*     | ヒューストン・オイラーズ           | マルコム・フロイド       | WR         | フレズノ州立大学              |
| 102*     | ダラス・カウボーイズ               | ジョージ・ヘガミン       | T          | ノースカロライナ州立大学      |
| 103*     | フィラデルフィア・イーグルス       | エリック・ゾマルト       | S          | カリフォルニア大学            |

### 4巡指名以降の主な選手
| 指名順位 | チーム                             | 選手名                   | ポジション | 出身大学                     |
| 106      | インディアナポリス・コルツ         | ブラッドフォード・バンタ | LS         | USC                          |
| 109      | ダラス・カウボーイズ               | ウィリー・ジャクソン     | WR         | フロリダ大学                 |
| 110      | シアトル・シーホークス             | ラリー・ウィンガム       | S          | ノースイーストルイジアナ大学 |
| 116      | ニューオーリンズ・セインツ         | ダグ・ナスマイアー       | QB         | アイダホ大学                 |
| 135      | ニューイングランド・ペイトリオッツ | パット・オニール         | P          | シラキュース大学             |
| 139      | アリゾナ・カージナルス             | アンソニー・レドモン     | OG         | オーバーン大学               |
| 140      | ピッツバーグ・スティーラーズ       | マイロン・ベル           | S          | ミシガン州立大学             |
| 145      | サンディエゴ・チャージャーズ       | ロドニー・ハリソン       | S          | 西イリノイ大学               |
| 149      | グリーンベイ・パッカーズ           | ドーシー・レベンズ       | RB         | ジョージア工科大学           |
| 154      | デトロイト・ライオンズ             | トニー・センプル         | OG         | メンフィス大学               |
| 168      | ニューイングランド・ペイトリオッツ | マックス・レーン         | T          | 海軍士官学校                 |
| 178      | ピッツバーグ・スティーラーズ       | ジム・ミラー             | QB         | ミシガン州立大学             |
| 182      | サンフランシスコ・49ers            | リー・ウッドール         | LB         | ウェストチェスター大学       |
| 193      | フィラデルフィア・イーグルス       | ミッチ・バーガー         | P          | コロラド大学                 |
| 197      | ワシントン・レッドスキンズ         | ガス・ファーロット       | QB         | タルサ大学                   |
| 199      | カンザスシティ・チーフス           | スティーブ・マシューズ   | QB         | メンフィス大学               |
| 208      | ニューヨーク・ジェッツ             | グレン・フォーリー       | QB         | ボストンカレッジ             |
| 218      | デンバー・ブロンコス               | トム・ネイレン           | C          | ボストンカレッジ             |

### 主な指名権のトレード
アトランタ・ファルコンズは全体7位指名権と3巡指名権及び1996年のドラフト1巡指名権をインディアナポリス・コルツのQBジェフ・ジョージとトレードした。
ロサンゼルス・ラムズは全体5位指名権をインディアナポリス・コルツの全体7位指名権及び3巡指名権とトレードした。ラムズは全体7位指名権をサンフランシスコ・49ersの全体15位、2巡、3巡指名権とトレードした。
ニューオーリンズ・セインツは全体12位指名権をニューヨーク・ジェッツの全体13位指名権及び3巡指名権とトレードした。
マイアミ・ドルフィンズは全体16位指名権をグリーンベイ・パッカーズの全体20位指名権及び3巡指名権とトレードした。
デンバー・ブロンコスは全体18位指名権、6巡指名権、1995年ドラフト2巡指名権、WRバンス・ジョンソンと引換にミネソタ・バイキングスのOTゲイリー・ジマーマンを獲得した。
フィラデルフィア・イーグルスは全体29位指名権をクリーブランド・ブラウンズの2巡、1995年ドラフト2巡指名権とトレードした。

### ドラフト外入団の主な選手
| チーム                       | 選手名                 | ポジション | 出身大学                       |
| ダラス・カウボーイズ         | クリス・ボニオル       | K          | ルイジアナ工科大学             |
| ダラス・カウボーイズ         | リッチー・カニンガム   | K          | ルイジアナ大学ラファイエット校 |
| ダラス・カウボーイズ         | トニー・リチャードソン | FB         | オーバーン大学                 |
| デンバー・ブロンコス         | ロッド・スミス         | WR         | ミズーリサザン州立大学         |
| グリーンベイ・パッカーズ     | カート・ワーナー       | QB         | 北アイオワ大学                 |
| ロサンゼルス・ラムズ         | ディマルコ・ファー     | DT         | ワシントン大学                 |
| マイアミ・ドルフィンズ       | イーサン・オルブライト | LS         | ノースカロライナ大学           |
| マイアミ・ドルフィンズ       | シェルトン・クォールズ | LB         | ヴァンダービルト大学           |
| ミネソタ・バイキングス       | ロバート・グリフィス   | CB         | サンディエゴ州立大学           |
| ニューオーリンズ・セインツ   | レイ・ウィルソン       | S          | ニューメキシコ大学             |
| フィラデルフィア・イーグルス | ジェイ・フィードラー   | QB         | ダートマス大学                 |
| フィラデルフィア・イーグルス | ジェフ・ウィルキンス   | K          | ヤングスタウン州立大学         |
| サンディエゴ・チャージャーズ | デビッド・ビン         | LS         | カリフォルニア大学             |
| サンディエゴ・チャージャーズ | マイク・ホリス         | K          | アイダホ大学                   |
| サンフランシスコ・49ers      | ジェフ・ガルシア       | QB         | サンノゼ州立大学               |